# Colchicum arenarium
Colchicum arenarium là một loài thực vật có hoa trong họ Colchicaceae. Loài này được Waldst. & Kit. miêu tả khoa học đầu tiên năm 1810.